# جمال أباد (أرومية)
جمال‌ أباد هي قرية آشورية مسيحية في مقاطعة أرومية، إيران. عدد سكان هذه القرية هو 209 في سنة 2006.